# Jannik Schümann
Jannik Schümann (pronunciación en alemán: /ˈjanɪk ˈʃʏman/; Hamburgo; 22 de julio de 1992) es un actor alemán. Recibió tres Premios Júpiter al mejor actor, por su papel de Danny en Close to the Horizon (2020), 9 Days Awake (2021) y el papel de Francisco José I de Austria en Sissi (2021). También es conocido por su papel en The Aftermath (2019), Center of My World (2016), Die Diplomatin (2016-2023), Monster Hunter (2020), Tribes of Europa (2021) o Charité at War (2019). .

## Biografía
Schümann nació en Hamburgo, donde creció con dos hermanos mayores en el barrio rural Kirchwerder en el distrito de Bergedorf. Desde niño, Schümann se interesó por bailar y tocar el piano, lo que le valió el papel del joven Mozart en el estreno alemán del musical El pequeño Mozart en el teatro Neuer Flora de Hamburgo cuando tenía 9 años. Después de la actuación, una agente de talentos se le acercó en una gasolinera mientras compraba una barra de chocolate y le entregó su tarjeta de presentación. Schümann firmó un contrato con ella y se matriculó en clases de actuación en la New Talent Schauspielschule.

## Trayectoria
Schümann hizo su debut en la pantalla a la edad de 11 años cuando apareció en un episodio de la serie de televisión dramática médica The Air Rescue Team . A los 12 años prestó su voz al personaje principal de la adaptación radiofónica alemana de Oscar and the Lady in Pink, novela de Éric-Emmanuel Schmitt. Cuando tenía 15 años, fue elegido para la película de dos partes Das Glück am anderen Ende der Welt . A lo largo de su adolescencia apareció en series de televisión, películas, teatro, radionovelas y también dobló personajes en películas de dibujos animados.
Schümann saltó a la fama en 2011 a la edad de 17 años en un papel secundario en Homevideo, un drama sobre ciberacoso, donde interpretó a Henry, quien acosa cibernéticamente a un compañero de clase, el personaje principal interpretado por Jonas Nay, para que se suicide. La película recibió elogios de la crítica y ganó numerosos premios, incluido el Deutscher Fernsehpreis a la mejor película para televisión. La actuación de Schümann le valió la nominación al premio New Faces al mejor actor joven. Al año siguiente, fue elegido para un papel secundario en Barbara y en Mittlere Reife, donde interpretó a un joven traficante de drogas, por lo que recibió el premio especial del jurado en el Hessischer Fernsehpreis 2012, junto con el elenco.
En 2013, Schümann interpretó al manipulador adolescente Alev El Quamar en Gaming Instinct, una adaptación cinematográfica dramática de la novela homónima de Juli Zeh . En 2015, fue elegido para el papel principal de un adolescente transgénero en Call Me Helen. En 2016, interpretó el interés amoroso de Louis Hofmann en Center of My World, un drama gay sobre la mayoría de edad apodado por The Hollywood Reporter como "un seductor romance adolescente", mientras que The Guardian lo describe como "genuinamente". lindo". La película recibió una calificación del 100% por parte de los críticos de cine en Rotten Tomatoes, así como numerosos premios y nominaciones internacionales. Es una adaptación de la galardonada novela juvenil homónima de Andreas Steinhöfel.
En 2017, Schümann fue elegido para protagonizar el drama distópico aclamado por la crítica Godless Youth, frente a Jannis Niewöhner. Ese mismo año, interpretó a Albrecht von Schlacht en la comedia High Society. En 2019, apareció junto a Keira Knightley en el drama histórico británico The Aftermath, así como en la segunda temporada de la serie dramática Charité, distribuida por Netflix . La historia está ambientada en el Hospital Charité de Berlín durante la Segunda Guerra Mundial. Schümann interpreta a Otto, el hermano del personaje principal, un estudiante de medicina homosexual que se opone al régimen nazi . Después de cumplir su deber militar, regresa de la guerra para trabajar en el hospital, donde se enamora de Martin. Mantienen su aventura en secreto por temor a que envíen a Martin a un campo de concentración por el párrafo 175, una ley alemana que tipifica los actos homosexuales como un delito.

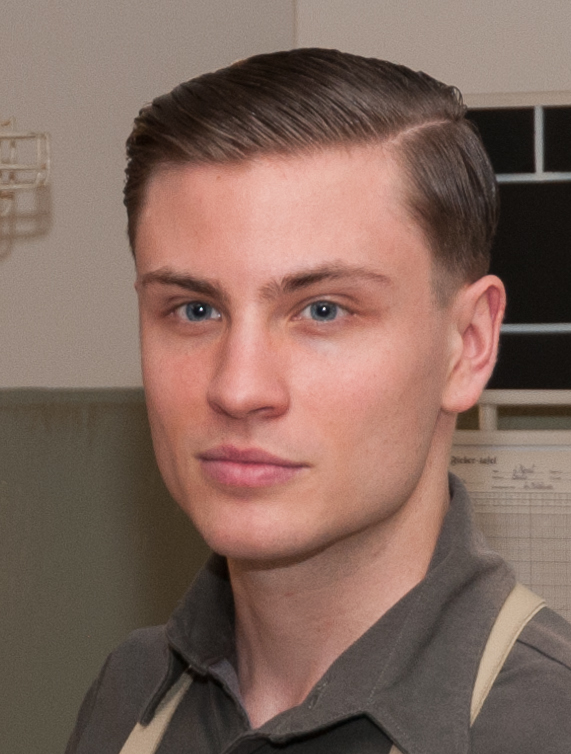
Schümann durante el rodaje de Charité en 2018

En 2019 se estrenó el drama romántico Close to the Horizon, con Schümann en el papel principal. Interpretó al modelo y kickboxer Danny Taylor, un sobreviviente de abuso sexual infantil grave que fue infectado con VIH por su padre. La película es una adaptación del libro más vendido de Jessica Koch sobre su relación en la vida real con Danny Taylor. La película sigue a Jessica, interpretada por Luna Wedler, tratando de entablar una relación con un sobreviviente de un trauma infantil grave que es VIH positivo en una época en la que no existían medicamentos antirretrovirales eficaces para evitar que la infección por VIH se convirtiera en un diagnóstico de SIDA. La actuación de Schümann le valió su primer Premio Júpiter al mejor actor.
Al año siguiente, Schümann apareció en Monster Hunter, protagonizada por Mila Jovovich, y consiguió el papel principal en 9 Days Awake, una película dramática sobre Eric, un adicto a la metanfetamina, que lucha contra la adicción a las drogas desde que tenía 14 años. La interpretación de Schümann de un drogadicto le valió su segundo Premio Júpiter al mejor actor.
A partir de 2021, interpreta a Franz Joseph I. en la galardonada serie dramática histórica Sisi con Dominique Devenport como Sisi. El papel le valió a Schümann su tercer Premio Júpiter al mejor actor. En febrero de 2023, la serie fue renovada para una tercera temporada.

## Filmografía
| Año       | Título                                   | Rol                         | Notas                                        |
| --------- | ---------------------------------------- | --------------------------- | -------------------------------------------- |
| 2003      | Die Rettungsflieger                      | Torben                      | Episodio: Rivalen im Cockpit                 |
| 2007      | Tatort                                   | Felix Freiberg              | Episodio: Liebeshunger                       |
| 2007      | Das Glück am anderen Ende der Welt       | Lukas Holländer             | Telefilme                                    |
| 2009      | Stubbe – Von Fall zu Fall                | Sebastian Engelhardt        | Episodio: Im toten Winkel                    |
| 2009      | Die Pfefferkörner                        | Max                         | Serie, 4 episodios                           |
| 2010      | Kommissarin Lucas                        | Moritz Schreiner            | Episodio: Wenn alles zerbricht               |
| 2010      | SOKO Wismar                              | Timo Bronnert               | Episodio: Die Prophezeiung                   |
| 2010      | Garmischer Bergspitzen                   | Heiko Sailer                | Telefilme                                    |
| 2010      | A gURLs wURLd                            | Nicholas/Nicolas            | Telefilme                                    |
| 2011      | Notruf Hafenkante                        | Jan Wörner                  | Episodio: Eltern – nein, danke!              |
| 2011      | Homevideo                                | Henry                       | Telefilme                                    |
| 2011      | The Old Fox                              | Leon Tiefensee              | Episodio: Schleichendes Gift                 |
| 2011      | Küstenwache                              | Sören Gutbrodt              | Episodio: Verlorene Unschuld                 |
| 2012      | Ferngesteuert                            | Maik                        | Cortometraje                                 |
| 2012      | Barbara                                  | Mario                       |                                              |
| 2012      | Mittlere Reife                           | Tim Seifert                 | Telefilme                                    |
| 2012      | Colonia Brigada Criminal                 | Manuel Fink                 | Episodio: Mord nach Schulschluss             |
| 2012      | Polizeiruf 110                           | Jan Gottsched               | Episodio: Eine andere Welt                   |
| 2013      | Der Lehrer                               | Roman Wittmann              | Episodio: Ich hab' ja gesagt, ich bin Lehrer |
| 2013      | The inventive Lady                       | Tommy Freisinger            | Telefilme                                    |
| 2013      | Lotta & die frohe Zukunft                | Ben                         | Telefilme                                    |
| 2013      | Gaming Instinct                          | Alev El Quamar              |                                              |
| 2013      | Heiter bis tödlich: Morden im Norden     | Tim Landscheid              | Episodio: Über Bord                          |
| 2013      | Tatort                                   | Konstantin Auerbach         | Episodio: Gegen den Kopf                     |
| 2013      | Bella Block                              | Felix Larson                | Episodio: Angeklagt                          |
| 2014      | Katie Fforde                             | Thomas Franklin             | Episodio: Das Meer in dir                    |
| 2014      | Sechs auf einen Streich                  | Gustav                      | Episodio: Die drei Federn                    |
| 2015      | Schuld nach Ferdinand von Schirach       | Lukas                       | Episodio: Die Illuminaten                    |
| 2015      | Die kalte Wahrheit                       | Thomas                      | Telefilme                                    |
| 2015      | Mein Sohn Helen                          | Finn Wilke/Helen Wilke      | Telefilme                                    |
| 2015      | Großstadtrevier                          |                             | Episodio: Geborene Verlierer                 |
| 2016      | Die Hebamme II                           | Anton                       | Telefilme                                    |
| 2016      | Alarm für Cobra 11 – Die Autobahnpolizei | Martin Gruber               | Episodio: Tödlicher Profit                   |
| 2016      | Die Diplomatin                           | Nikolaus Tanz               | 2 episodios                                  |
| 2016      | Center of My World                       | Nicholas                    |                                              |
| 2016      | LenaLove                                 | Tim                         |                                              |
| 2017      | Godless Youth                            | Titus                       |                                              |
| 2017      | High Society                             | Albrecht von Schlacht       | Telefilme                                    |
| 2019      | Close to the Horizon                     | Danny Taylor                | Telefilme                                    |
| 2019      | The Aftermath                            | Albert                      |                                              |
| 2019      | Charité at War                           | Otto Marquardt              | Serie de tv                                  |
| 2019      | Deine Farbe                              | Karl                        |                                              |
| 2020      | Monster Hunter                           | Aiden                       |                                              |
| 2021      | Tribes of Europa                         | Dewiat                      | Serie de tv                                  |
| 2021-2023 | Sissi                                    | Francisco José I de Austria | Serie; 18 episodios                          |

## Premios
- 2012: Nominación al New Faces Award al Vídeo Casero (Mejor actor joven)
- 2012: Premio especial del jurado Hessischer Fernsehpreis por Mittlere Reife (junto con Isabel Bongard, Sonja Gerhardt, Vincent Redetzki, Anton Rubtsov)
- 2016: Premio Askania (Premio Estrella Fugaz)
- 2020: Premio Júpiter – Mejor Actor Nacional
- 2020: Premio GQ Care - Mejor apariencia[19]
- 2021: Premio Júpiter – Mejor Actor Nacional
- 2022: Premio Júpiter – Mejor actor nacional